# 봉양로
봉양로(Bongyang-ro)는 경상남도 창원시 마산회원구 회천동 어린교교차로 에서 대한민국 경상남도 창원시 성산구 웅남동 양곡IC을 잇는 도로다.

## 주요 경유지
경상남도
- 창원시 성산구 (회천동 . 웅남동) - 마산회원구 (양덕동 . 봉암동)

## 노선
| 이름                     | 접속 노선     | 소재지        | 소재지        | 소재지                         | 비고          |
| 삼호로와 직결            | 삼호로와 직결 | 삼호로와 직결 | 삼호로와 직결 | 삼호로와 직결                  | 삼호로와 직결 |
| ------------------------ | ------------- | ------------- | ------------- | ------------------------------ | ------------- |
| 어린교 교차로            | 합포로        | 창원시        | 성산구        | 회천동                         |               |
| 수출후문사거리           | 해안대로      | 창원시        | 마산회원구    | 양덕동                         |               |
| 봉덕사거리               | 양덕로        | 창원시        | 마산회원구    | 양덕동                         |               |
| 봉암공단사거리           | 봉암공단3길   | 창원시        | 마산회원구    | 봉암동                         |               |
| 자유무역2공구정문 삼거리 | 자유무역4길   | 창원시        | 마산회원구    | 봉암동                         |               |
| 봉암1사거리              |               | 창원시        | 마산회원구    | 봉암동                         |               |
| 봉암교                   |               | 창원시        | 마산회원구    | 봉암동                         |               |
|                          | 성산구        | 창원시        | 웅남동        |                                |               |
| 신촌광장 교차로          | 성산구        | 창원시        | 웅남동        | 봉양로 신촌로                  |               |
| 양곡사거리               | 성산구        | 창원시        | 웅남동        |                                |               |
| 두산볼보로삼거리         | 성산구        | 창원시        | 웅남동        | 두산볼보로                     |               |
| 양곡 나들목              | 성산구        | 창원시        | 웅남동        | 지방도 제1030호선 (남해안대로) |               |
| 진해대로와 직결          |               |               |               |                                |               |

## 주요 건물및 시설
- SK에너지 행복충전 배성 경남충전소 (봉양로 86/봉암동 469-2)
- SK에너지 엔씨파크주유소 (봉양로 110/봉암동 471-1)
- 볼보자동차 창원전시장 (봉양로 122/봉암동 471-21)
- 미니쿠퍼 동성모터스 창원전시장 (봉양로 123/봉암동 391-209)
- 푸조 창원전시장 (봉양로 141/봉암동 386-7)
- S-OIL 금성가스충전소 (봉양로 142/봉암동 472-8)
- 봉암동행정복지센터 (봉양로 148/봉암동 472-10)
- S-OIL 극동유화 두바이주유소 (봉양로 151/봉암동 384-3)
- 포르쉐 창원센터 (봉양로 157/봉암동 372-4)
- GS칼텍스 창일주유소 (봉양로 164/봉암동 472-20)
- GS칼텍스 희망주유소 (봉양로 179/봉암동 350-3)
- S-OIL 봉암다리주유소 (봉양로 270/봉암동 169)